# Robert Ambelain
Robert Ambelain, né le 2 septembre 1907 à Paris et mort dans la même ville, le 27 mai 1997, est un auteur français, spécialisé dans l'ésotérisme, l'occultisme et l'astrologie. Homme de lettres, historien et membre sociétaire des Gens de Lettres et de l'Association des écrivains de langue française « mer outre-mer », il est l'auteur de 42 ouvrages (dont certains sous le pseudonyme d'« Aurifer », son nom en tant que « Supérieur inconnu » dans l'Ordre Martiniste). 

## Biographie

### L'astrologue
Son intérêt pour l'ésotérisme commence par l'astrologie, vers 1921. Entre 1937 et 1942 il publie un Traité d'astrologie ésotérique en trois volumes.

### Le franc-maçon
Franc-maçon, il est initié le 24 mars 1939 dans le temple de la porte d'Orléans à Paris, parrainé par le grand maître Constant Chevillon, dans la loge « La Jérusalem des vallées égyptiennes » et ensuite il est reçu compagnon et maître au cours d'une tenue clandestine au camp d'Epinal. Il dirige à son domicile les réunions de la loge « Alexandrie d'Égypte », au Rite de Memphis-Misraïm. Il reçoit de Georges Bogé de Lagrèze les hauts grades de ce rite, du 4e au 33e et les 55e, 66e, 90e et 95e. En 1942 il réveille l'Ordre des Élus Coëns, dont il est le Souverain Grand Commandeur. L'Ordre Martiniste des Élus-Cohens, lié pendant un temps à l'Ordre de Papus dirigé par Philippe Encausse au sein de l'Union des ordres martinistes, va poursuivre son activité jusqu'en 1967.[réf. nécessaire]
C'est en 1942 que Georges Bogé de Lagrèze et Camille Savoire, tous deux membres du Grand Prieuré des Gaules du Rite écossais rectifié, auraient donné patente à Robert Ambelain, afin de créer l'Ordre Martiniste des Élus-Cohens et d' y intégrer les classes secrètes de Profès et Grand Profès. Cependant, un article de Pierre Noël consacré à « La Profession », publié dans le No 168 de Renaissance traditionnelle en octobre 2012 établit, documents à l'appui, y compris des textes inédits, la nature exacte de la double classe secrète du régime écossais rectifié et il précise en quoi la pseudo-grande profession composée par Robert Ambelain à partir d'un dépôt de Georges Lagrèze diffère radicalement de la grande profession telle que l'a conçue et instituée Jean-Baptiste Willermoz fondateur du rite et telle qu'elle s'est perpétuée en Suisse.
De 1960 à 1985 il est le grand maître mondial de la « Grande Loge française du Rite ancien et primitif de Memphis-Misraïm ». Il transmet sa succession à Gérard Kloppel en 1985. En 1985 il réveille le Rite écossais primitif. Il est aussi Chevalier bienfaisant de la Cité sainte dans le Rite écossais rectifié, avec le nom d'ordre d'Eques a reconciliatione.

### Le gnostique
En 1946, il est consacré évêque dans l'Église gnostique universelle sous le nom de « Tau Robert », évêque gnostique de Samarie, par Roger Ménard (« Tau Eon II »), qui à son tour avait été consacré par Victor Blanchard (« Tau Targelius »). Fondateur en 1953 de l'Église gnostique apostolique, qui en 1956 se place sous les auspices d'Origène, qu'elle reconnaît comme Saint patron. En septembre 1958, Robert Ambelain en est élu patriarche, par le haut synode, sous le nom de « Tau Jean III » et, le 20 décembre 1959, « Tau Charles » le consacre patriarche en lui conférant le pallium patriarcal légué par Mgr Giraud, qui avait consacré Jean Bricaud avant lui. C'est aussi le 31 mai de cette année 1959 qu'il consacre Roger Deschamps (« Tau Jean Rudiger ») comme évêque de l'Église gnostique apostolique de Liège. Le 15 août 1960, il hérite de Mgr Dupont (Charles-Henry Dupont, « Tau Charles-Henry ») du patriarcat de l'Église gnostique universelle, qu'il fusionne avec sa propre communauté, l'Église gnostique apostolique . Ambelain consacra au moins 10 évêques gnostiques au sein de son Église: dont Pedro Freire (« Tau Pierre »), Primat du Brésil, André Mauer (« Tau Andreas »), Primat de Franche-Comté et Roger Pommery (« Tau Jean »), évêque titulaire de Macheronte. En 1969 Ambelain aura comme successeur à la tête de l'Église Gnostique Apostolique, André Mauer, à qui succédera Pedro Freire en 1970.

## Décorations
- Croix de guerre 1939–1945
- Chevalier de l'ordre des Arts et des Lettres